# Jean-Baptiste Maire
Jean-Baptiste Maire (né à Besançon le 5 août 1787 et mort dans la même ville le 13 décembre 1859) est un sculpteur et graveur français, élève de François-Frédéric Lemot.

## Biographie
Jean-Baptiste Maire est le fils d’un collecteur des amendes des eaux et forêts. Il nait à Besançon le 5 août 1787. Il est ami de la famille du peintre Théodore Rousseau. Il est l’auteur des deux bustes de la salle d’exposition de la bibliothèque de Besançon : Desault et Mairet. Médailleur réputé, il construisit une machine à réduire les médailles. Le bibliothécaire Charles Weiss lui passe une commande de médailles pour une galerie comtoise, que sa fille Anna Maire honore après sa mort à Besançon le 13 décembre 1859,.

## Œuvre
- Buste de Pierre Joseph Desault, Bibliothèque municipale de Besançon
- Buste de Jean Mairet, BM Besançon
- Médailles de la galerie Comtoise